# Eduard Wörmann
Emil Eduard Wörmann (* 13. Juni 1930 in Bethel; † 22. November 2020 in Soest) war ein deutscher evangelischer Pfarrer. Er war Landessozialpfarrer und Arbeitslosenbeauftragter der Evangelischen Kirche in Deutschland.

## Leben
Emil Eduard Wörmann kam 1930 in Bethel als fünftes Kind einer Pastorenfamilie zur Welt. Seine zwei älteren Brüder fielen in den letzten Wochen des Zweiten Weltkriegs. Prägend für seine spätere Arbeit als Landessozialpfarrer war die Arbeit des Vaters an und eigene Nähe zu den von Bodelschwinghschen Stiftungen Bethel.
Er absolvierte sein Studium der Theologie und Soziologie von 1948 bis 1958 in Bethel, Göttingen, Heidelberg, Basel und Hamburg. Nach dem ersten Theologischen Examen war er jeweils ein halbes Jahr Vikar in einer Dorfgemeinde in Ovenstädt und in einer Industriegemeinde in Marl im Ruhrgebiet sowie im Predigerseminar in Soest. 1958 folgte das zweite Theologische Examen, woraufhin er in das Sozialamt der Evangelischen Kirche von Westfalen im Haus Villigst bei Schwerte berufen wurde, das er ab 1969 bis zu seiner Pensionierung 1995 selbst leitete.
Als Beauftragter des Rates der Evangelischen Kirche in Deutschland für Fragen der Arbeitslosigkeit von 1990 bis 1997 setzte er sich für sozialethische Konzepte für die Überwindung eben jener ein. Ebenfalls engagierte sich Wörmann im Soester Entwicklungsnetz (SEN) als Vorstandsmitglied für die Belange arbeitsloser Jugendlicher und Erwachsener.
Eduard Wörmann war verheiratet und Vater von drei Kindern.

## Ehrungen
- Bundesverdienstkreuz Erster Klasse[3] (1994)
- Verdienstorden des Landes Nordrhein-Westfalen[1] (1987)
- Hans-Böckler-Medaille des DGB[1] (1983)
- Gustav-Heinemann-Bürgerpreis[1] (1998)
- Hans-Ehrenberg-Preis[1] (2013)